# Beth Orton
Elizabeth Caroline Orton, mer känd som Beth Orton, född 14 december 1970 i East Dereham, Norfolk är en brittisk singer/songwriter.

## Diskografi
- SuperPinkyMandy – 1993, endast i Japan
- Trailer Park – 1996
- Central Reservation – 1999
- Daybreaker – 2002
- The Other Side of Daybreak – 2003
- Pass in Time: The Definitive Collection – 2003
- Comfort of Strangers – 2006
- Sugaring Season – 2012
- Weather Alive – 2022